# Galicyzmy w języku niemieckim
Galicyzmy w języku niemieckim – zapożyczenia z języka francuskiego, wyrazy obce w języku niemieckim pochodzące z języka francuskiego. Język francuski jest na drugim miejscu – za łaciną – wśród języków, z których do słownictwa niemieckiego przeszło najwięcej zapożyczeń.

## Rys historyczny
Panująca w XIII wieku (okres średnio-wysoko-niemiecki) niemiecka kultura rycerska pozostawała pod wpływem rycerskiej kultury francuskiej, w związku z czym do kształtującego się dopiero języka niemieckiego przedostały się liczne zapożyczenia z języka francuskiego. Historycy języka odnotowali ok. 700 wyrazów pochodzenia francuskiego z tego okresu, ok. 180 z nich istnieje nadal we współczesnym języku niemieckim. Zapożyczono nawet morfemy słowotwórcze, por. sufiksy (obecne formy):  -ei (Partei), -ieren (halbieren).
Kolejna fala zapożyczeń francuskich datuje się na okres od XVI wieku. Wiek XVII i XVIII to wielki wpływ francuskiej kultury, w tym kultury dworskiej Ludwika XIV na osłabione wojną trzydziestoletnią Niemcy. Wzorowano się na francuskim stylu życia, przejmowano zwyczaje towarzyskie, modę, kuchnię francuską. Z kolei konflikty zbrojne między Niemcami i Francją spowodowały powstanie pewnej ilości galicyzmów w zakresie wojskowości. Język francuski był wtedy nie tylko źródłem nowych wyrazów/wyrażeń, językiem francuskim posługiwano się w dyplomacji i wśród wykształconej elity. Funkcjonował też jako język porozumiewania się w sytuacjach codziennych, często również w środowiskach mieszczańskich. W 1750 roku francuski filozof Voltaire pisze z Poczdamu, że czuje się tutaj niczym we Francji. Tutaj używa się wszędzie języka francuskiego, a niemiecki jest tylko dla żołnierzy i dla koni.
Z zestawienia haseł ze Słownika Wyrazów Obcych (Deutsches Fremdwörterbuch) dla okresu XV - XIX wiek jednoznacznie wynika, że wśród języków źródłowych najwięcej poświadczeń nowych zapożyczeń wykazuje łacina przed językiem francuskim.  

## Przykłady galicyzmów
Galicyzmy w kolejności chronologicznej i z podziałem na działy tematyczne:
XIII wiek
- Abenteuer, Flöte, Harnisch, Lanze, Palast, Preis, Posaune, Stiefel, Tanz, Turnier

XV – XVI wiek
UBIÓR, OZDOBY
- Galosche, Garderobe, Jacke, Juwel, Kapotte, Medaille, Pantoffel, Puder

KULINARIA
- Appetit, Biskuit, Büfett, Frikassee, garnieren, Kompott, Melone, Serviette, Soße, Torte

WOJSKOWOŚĆ I MILITARIA
- Artillerie, Bataillon, Defensive, Flanke, Fort, General, Kapitulation, Karabiner, Kommandeur, Kompanie

XVII-XVIII wiek
ŻYCIE TOWARZYSKIE
- Bagatelle, Ball, Eleganz, Elite, Etikette, Fauxpas, frivol, Intrige, kokett, Kompliment, miserabel, Mode, nobel, Pedant, pikant, Promenade, räsonieren, Rendesvous, riskant, Sensation, vis-à-vis

ŻYCIE SPOŁECZNE
- Attitüde, Clique, Eklat, Gruppe, kritisieren, Masseur, Niveau, Renommee, Skandal

NAZWY POTRAW
- Aprikose, Bonbon, Bouillon, Champagner, Champignon, Delikatesse, Frikadelle, Gelee, Kaffee, Konfitüre, Kotelett, Limonade, Marinade, Marmelade, Omelett, Purée, Ragout, Roulade

ARCHITEKTURA
- Balkon, Balustrade, Etage, Loge, Mansarde, Nische, Palais, Salon, Souterrain, Suite, Terasse

SZTUKA I MUZYKA
- Atelier, Barock, Ensemble, Essay, Estrade, Genre, Kulisse, Medaillion, Menuett, Orchester, Ouvertüre, Porträt, Refrain, Regisseur

UBIÓR
- Bijouterie, Bluse, Dekoletté, Dessin, Eau de Cologne, Frisur, Garderobe, Korsett,  Kostüm, Krawatte, Parfüm, Toilette

RELACJE POKREWIEŃSTWA
- Cousine, Mama, Neffe, Onkel, Tante

WOJSKOWOŚĆ
- Aggression, Appell, attackieren, Bombardement, Bravour, Deserteur, Eskorte, Etappe, Front, Gendarm, Offizier, patrouillieren

A pod koniec XVIII wieku widoczny jest w języku niemieckim wpływ wydarzeń rewolucji francuskiej z 1789 roku:
- Bürokratie, fraternisieren, Guillotine, Koalition, Kokarde. Komitee, liberal

XIX – XX wiek
POLITYKA
W XIX wieku, głównie w pierwszych dziesięcioleciach, przechodzą do języka niemieckiego wyrazy związane z polityką i ruchem robotniczym:
- Attaché, Bourgeoisie, Chauvinismus, Claqueur, Expansion, kollaborieren, Loyalität, Proletariat, Reportage, Sabotage, Sozialismus

NAZWY POTRAW
- Aperitif, Baguette, Camembert, Croissant, Dragee, Kroketten, Margarine, Mayonnaise, Menü, Nougat, Pommes frites

UBIÓR, OZDOBY
- Accessoires, Brosche, Dessous, Jackett, Komplet, Konfektion, Kosmetik, Maniküre, Sandalette, Velours

INNE
- Beton, brisant, Devisen, Enfant terrible, Equipe, Flair, Grand Prix, Hausse, Kabarett, Kader, Karambolage, Klischee, kolportieren, manuell, Marge, markant, Panne, Pose, prätentiös, Reklame, remis, Schick, Turbine, Varieté

## Rodzaje zapożyczeń wśród galicyzmów języka niemieckiego
Wśród galicyzmów można wyróżnić wyrazy, które są co prawda bezpośrednimi zapożyczeniami z języka francuskiego, ale pośrednimi zapożyczeniami z innych języków, np. Kaffee < franc. < włoski < turecki < arabski. Z kolei Expansion to bezpośrednie zapożyczenie z francuskiego expansion, które jest zapożyczeniem od łacińskiego expansio.
Oprócz typowych zapożyczeń leksykalnych mamy do czynienia z kalkami leksykalnymi, a więc konstrukcjami, które są odwzorowaniem wyrazów/wyrażeń francuskich, np.:
Ausstellung (exposition), Halbwelt (demi monde), Hellseher (clair voyant), Kriegserklärung (déclaration de la guerre), Tagesordnung (ordre du jour), Auf Wiedersehen! (Au revoir!), Großmutter (grande mère)
Nie są rzeczywistymi zapożyczeniami z francuskiego – mimo francuskiej formy – takie wyrazy jak: die Blamage (franc. la honte), der Friseur (le coiffeur) – nie ma bowiem w języku francuskim analogicznych form.

## Galicyzmy apuryzmjęzykowy
Wpływy języka francuskiego na słownictwo niemieckie były intensywnie zwalczane przez niemieckich purystów w XIX wieku. Zastępowano galicyzmy w słownikach zniemczających (por. Campe), w tym w słownikach specjalistycznych, por. słownik z nazwami potraw Dungera/Lößnitzera (Deutsche Speisekarte) z roku 1888.